# David Teixeira Ferreira
David Teixeira Ferreira OA foi um administrador colonial português.

## Biografia
Coronel.
A 15 de Dezembro de 1953 foi feito Oficial da Ordem Militar de Avis.
Exerceu o cargo de Alto Comissário e de Governador-Geral da Província de Moçambique entre 27 de Abril e 11 de Junho de 1974, tendo sido antecedido por Manuel Pimentel Pereira dos Santos e sucedido por Henrique Soares de Melo.